# Estação Ferroviária de Carregal do Sal
A Estação Ferroviária de Carregal do Sal é uma interface da Linha da Beira Alta, que serve o concelho de Carregal do Sal, no Distrito de Viseu, em Portugal.

## Caracterização

### Localização e acessos
Situa-se junto à localidade de Carregal do Sal, tendo acesso pela Avenida Dr. Oliveira Salazar.

### Descrição física
Em Janeiro de 2011, possuía duas vias de circulação, com 498 e 472 m de comprimento, e as plataformas tinham 262 e 226 m de extensão e 45 cm de altura. O edifício de passageiros situa-se do lado sul da via (lado direito do sentido ascendente, a Vilar Formoso). A superfície dos carris da estação ferroviária de Carregal do Sal no seu ponto nominal situa-se à altitude de 3087 dm acima do nível médio das águas do mar.

## História

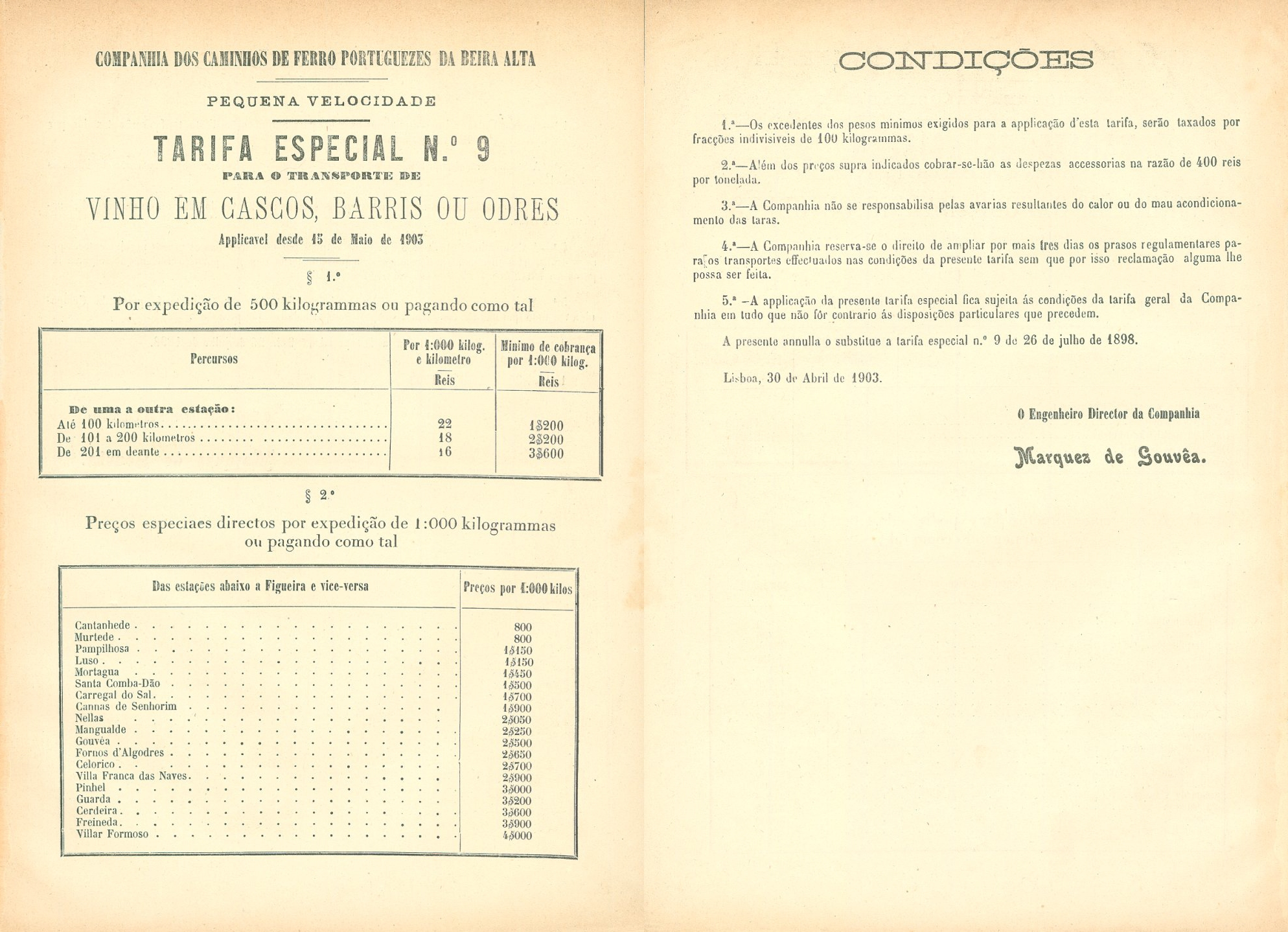
Aviso de 1903, onde se faz referência a Carregal do Sal

A Linha da Beira Alta entrou ao serviço, de forma provisória, em 1 de Julho de 1882, pela Companhia dos Caminhos de Ferro Portugueses da Beira Alta, tendo sido definitivamente inaugurada em 3 de Agosto desse ano.
Em 1913, a estação de Carregal do Sal tinha serviço de diligências até ao Calvário, Provança, Fiais do Ervedal, Ervedal da Beira, Ponte do Salto, Lagares da Beira e Oliveira do Hospital.

Em 1932, foi instalada uma plataforma entre a primeira e segunda vias da estação de Carregal do Sal.